# Máscara de oro del rey de Ashanti

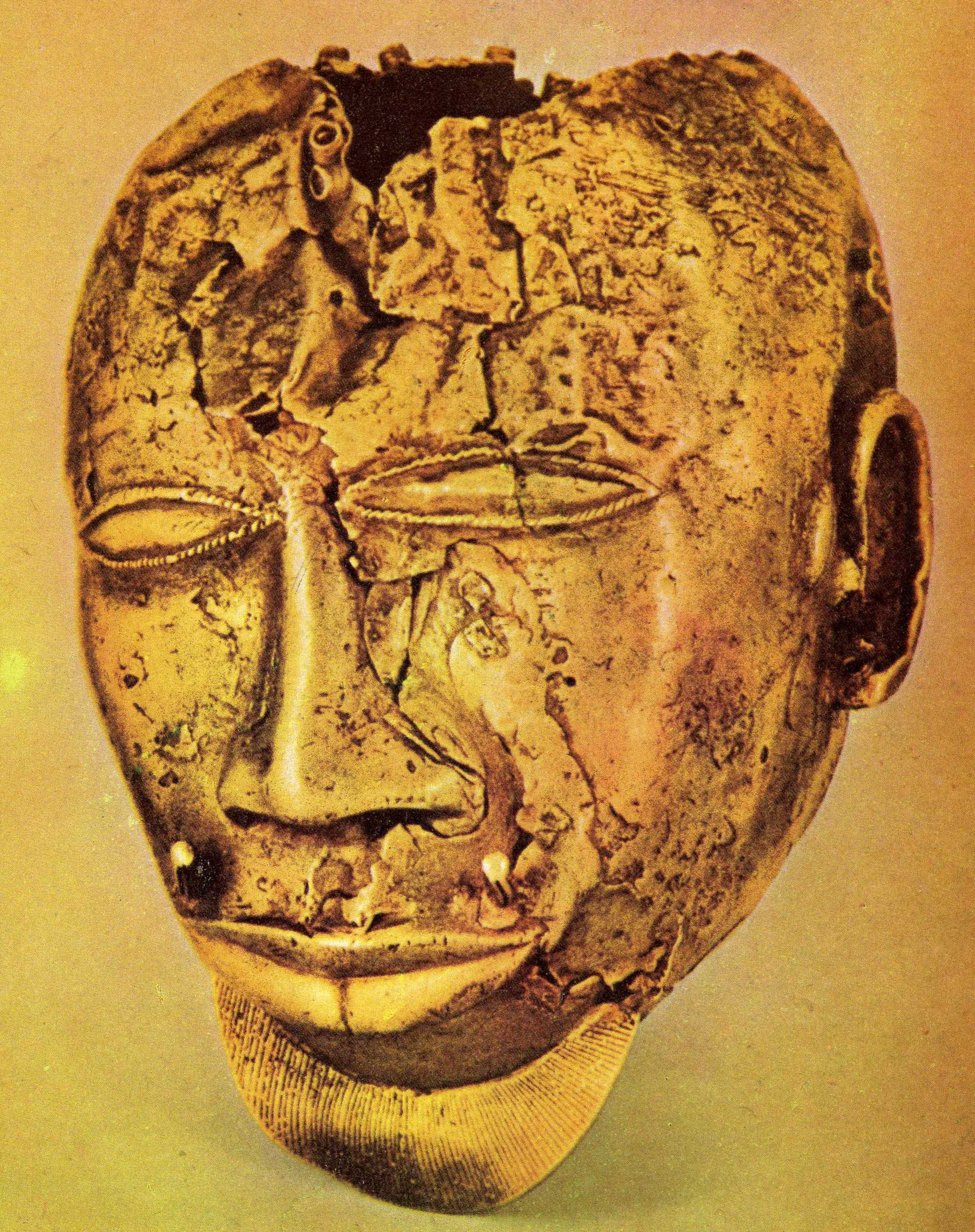
Máscara de Kofi Karikari, rey de los asantes.

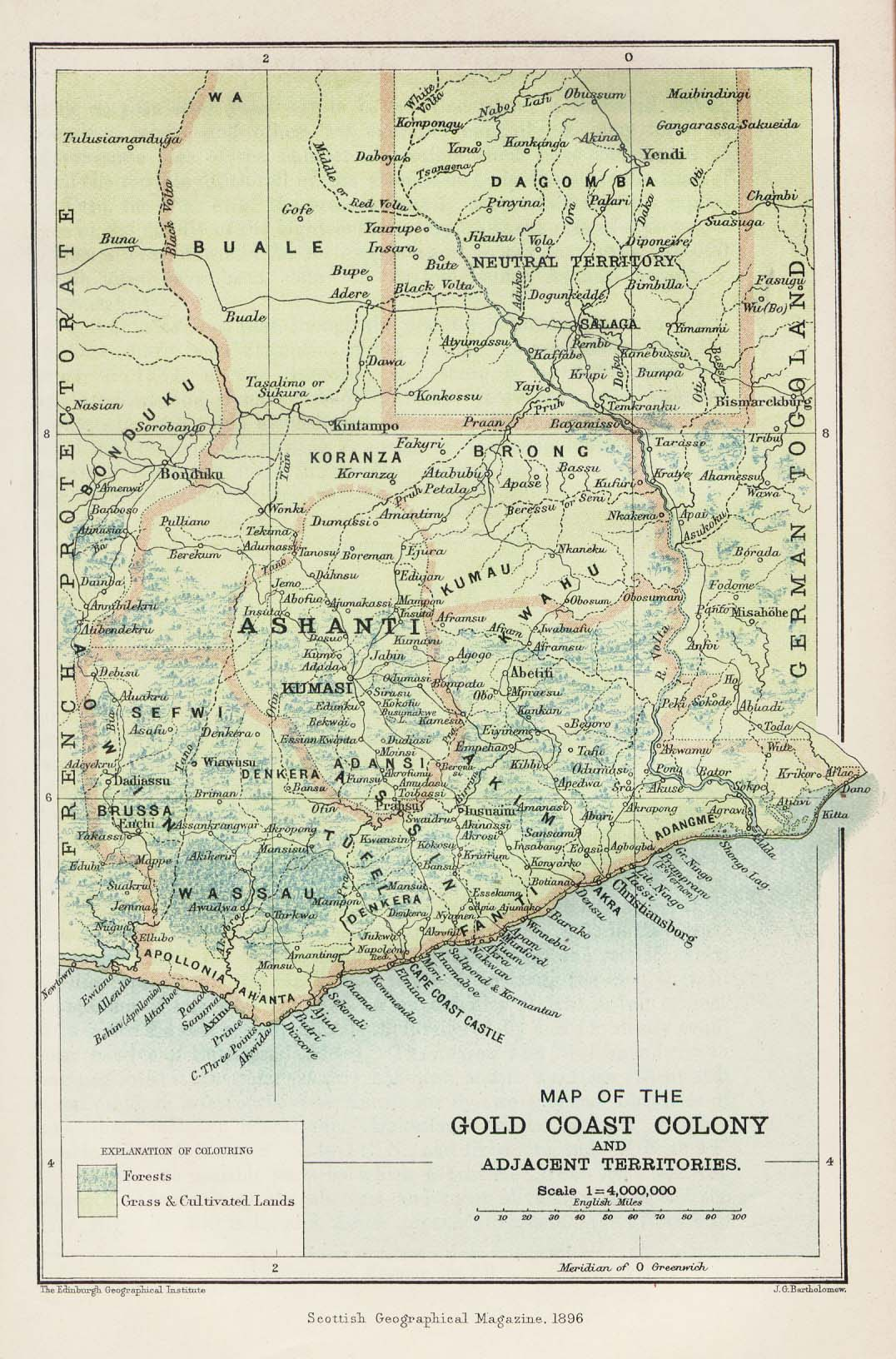
Mapa del área de infliuencia del antiguo reino de Asante, actualmente Ghana.

La máscara de oro del rey de Ashanti data aproximadamente del siglo XIX, y fue elaborada en época del antiguo imperio Asante o Ashanti, un gran reino situado al oeste del continente africano. 

## Hallazgo e Historia
La pieza fue hallada por las tropas británicas capitaneadas por el Mariscal Viscount Wolseley durante la "campaña de Asante" que transcurrió en el año 1873.
Forma parte del tesoro asante de Kofi Karikari, Rey de Ashanti desde el año 1867 hasta su abdicación forzosa el 26 de octubre de 1867.

## Características
- Altura: 36 centímetros.
- Material: oro.
- Peso: 1,36 kilogramos.

## Conservación
La pieza forma parte de la Colección Wallace, de Londres.